# گرسیمویچ ۲۱۲۶
سیارک ۲۱۲۶ (به انگلیسی: 2126 Gerasimovich، نامگذاری:1970QZ) دو هزار و صد و بیست و ششمین سیارک کشف شده‌است که در ۳۰ اوت ۱۹۷۰ کشف شد.
قدر مطلق سیارک برابر ۱۲٫۴۰ است.